# Gedongarum
Gedongarum is een bestuurslaag in het regentschap Bojonegoro van de provincie Oost-Java, Indonesië. Gedongarum telt 2373 inwoners (volkstelling 2010).